# Polythiozuur

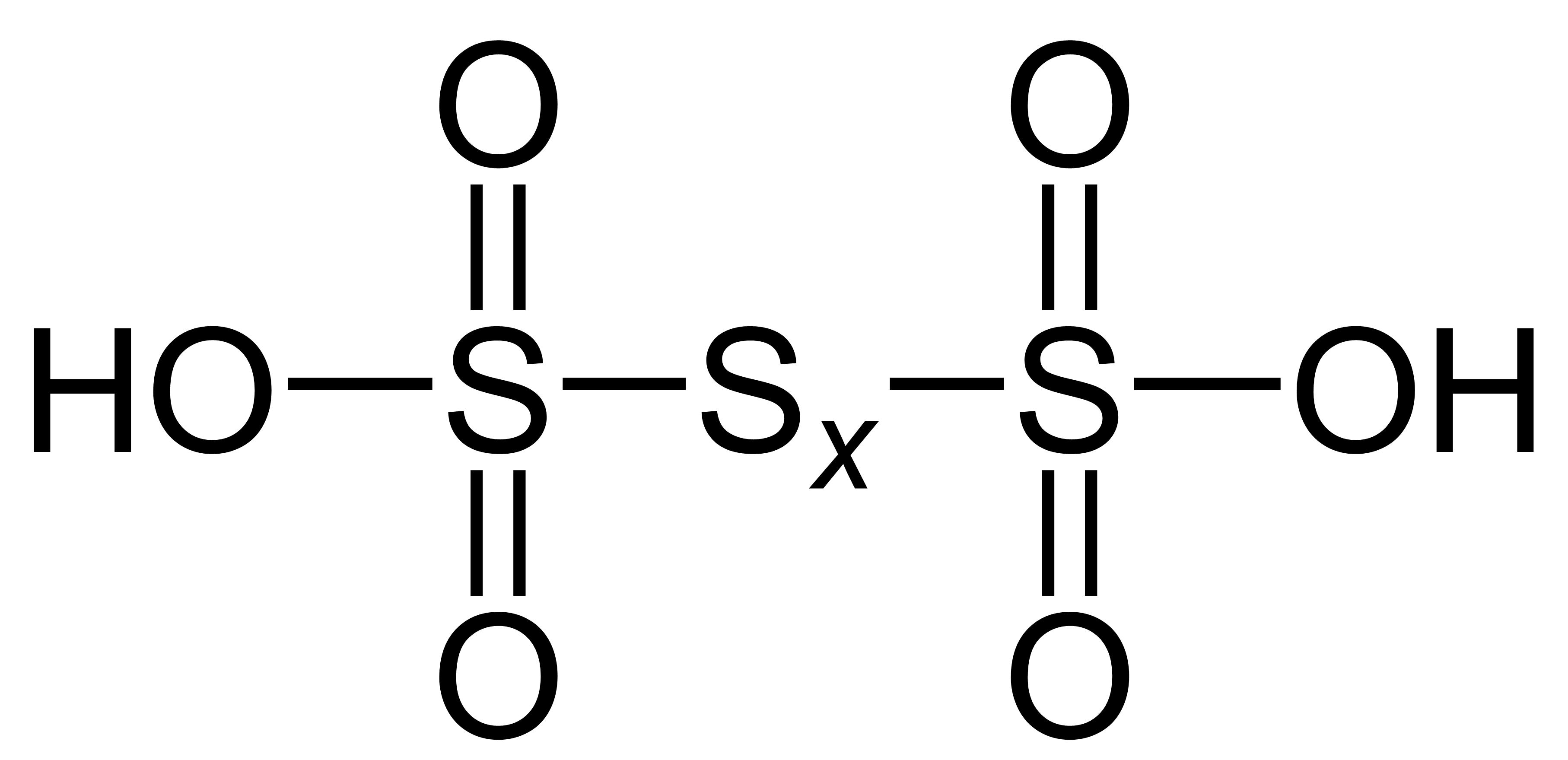
Algemene structuurformule van een polythiozuur.

Polythiozuren zijn anorganische zuurstofzuren waarin minstens 1 zwavel-zwavelbinding voorkomt. Ze kunnen worden voorgesteld met de algemene brutoformule H2S2+nO6. Hierbij kan n waarden aannemen van 1 tot 11.

## Synthese
Het leiden van waterstofsulfide doorheen een waterige oplossing van zwaveldioxide (formeel zwaveligzuur), ontstaat een kleurloze en reukloze oplossing, die hoofdzakelijk tetrathiozwavelzuur (H2S4O6) en pentathiozwavelzuur (H2S5O6) bevat.

## Eigenschappen
Polythiozuren zijn in waterige oplossing relatief bestendig, hoewel de stabiliteit afneemt naarmate het aantal zwavelatomen toeneemt. De bestendigheid van de zouten neemt in zuur milieu toe van het trithionaat tot hexathionaat en neemt vanaf octathionaat weer af. In basisch milieu neemt de stabiliteit in het algemeen af met toenemend zwavelgehalte.

## Toepassingen
Het natriumzout van tetrathiozwavelzuur, dat het tetrathionaat-ion levert, wordt gebruikt in de jodometrie.